# Necșești
Necșești est une commune du județ de Teleorman en Roumanie.